# Asplenium obovatum
Asplenium obovatum är en svartbräkenväxtart. Asplenium obovatum ingår i släktet Asplenium och familjen Aspleniaceae.

## Underarter
Arten delas in i följande underarter:
- A. o. billotii
- A. o. obovatum
- A. o. deltoideum
- A. o. ibericum
- A. o. protobillotii

## Bildgalleri

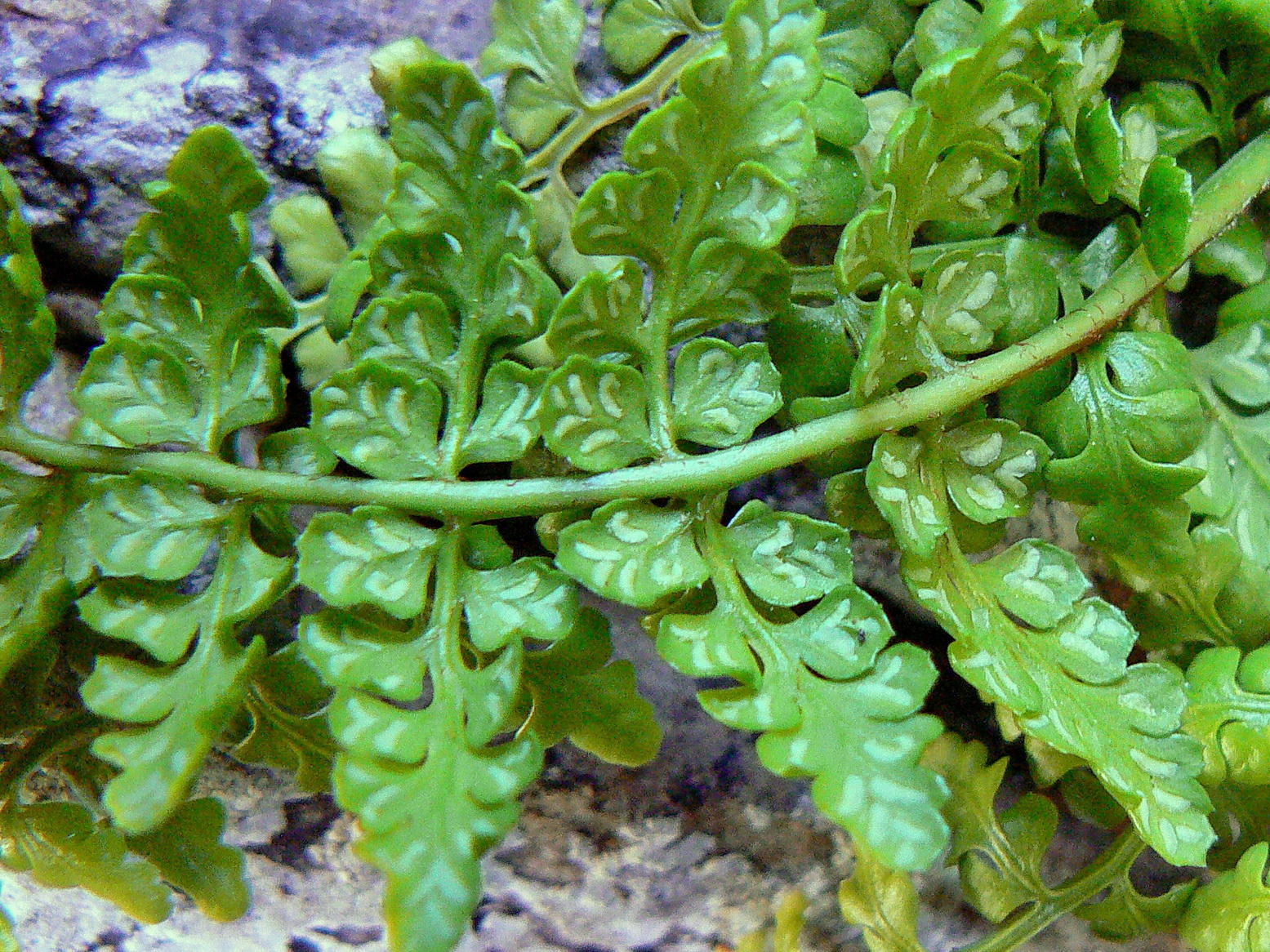